# Квинт Нумерик Руф Гракх
Квинт Нумерик Руф Гракх (Quintus Numerius Rufus Gracchus) e политик на Римската република през края на 1 век пр.н.е. Произлиза от фамилията Нумерии, клон Руф и Гракх.
През 57 пр.н.е. е народен трибун. С колегата му Секст Атилий Серан Гавиан опозират връщането на Цицерон от изгнание.